# 石川隆彦
石川 隆彦（いしかわ たかひこ、1917年〈大正6年〉5月15日 - 2008年〈平成20年〉6月9日）は日本の柔道家（講道館9段）。
戦前から戦後にかけて昭和天覧試合準優勝、第2回・第3回全日本選手権優勝等の成績を残し、晩年は米国で柔道普及を行った。身長175cm、体重82kg。

## 経歴
柔術無双流の免許皆伝者であり当時講道館柔道3段の石川文八を父として、香川県三豊郡神田村（現・三豊市）に生まれる。父が飛島組の土木技師であったため長野県に転居し、そこで入学した長野県飯山中学の在学中に3段まで取得。日本大学・国士舘専門学校で修業し、国士舘では主将を務めた。5段位で卒業するとすぐに国士舘専門学校の助教授に就任し、1940年の紀元二千六百年奉祝天覧武道大会では事実上の日本一決定戦となる指定選士の部に出場して木村政彦と決勝を争ったが、緊張で固くなった石川は一方的に攻められて完敗を喫した。
打倒・木村を掲げて修行に励んだ石川は大外刈や一本背負投、内股等の立ち技に一層の磨きをかけたほか、世に“常胤流”と知られた小田常胤9段に寝技を学び、日中戦争の終戦に伴い満州からの引き上げ後は警視庁の柔道師範となった。
1949年の全日本選手権では、1回戦で二瓶英雄5段、2回戦で山本博6段、3回戦で醍醐敏郎5段を破り、決勝戦で宿敵・木村政彦との再戦となったが決着がつかず激闘の末に2人同時優勝となった。優勝旗は木村の取り計らいにより石川が持ち帰った。同年7段に昇段。
天覧試合の雪辱を誓い翌1950年大会に出場するも、プロ柔道に転向した木村は出場せず、石川は「借りを返せなくなった」と失望落胆したという。試合は1回戦で戸高清光6段、2回戦で阿部謙四郎7段、3回戦で松本安市6段、準決勝戦で醍醐敏郎6段を破り、決勝戦では広瀬巌7段を判定で下して連覇を果たした。
その後も1951年3位、1952年準優勝、1953年3位と好成績を修め、当時の柔道界において確固たる地位を築く。
1954年に警視庁を退職すると米国に移住し、南北アメリカ大陸を縦断しての柔道普及活動を計画。道中にキューバ革命が発生すると米国に戻り、フィラデルフィアやバージニアビーチに石川道場（Ishikawa Judo School）を開き、“Sensei Ishikawa”として多くの門人に囲まれた。1963年に8段を許され、1984年の講道館創立100周年記念に際して9段へ昇段。9段昇段に際しては「日本を出て30年が経ち色々と苦労もあったが、日本・外地の人々と昇段の喜びを共にしたい」と述べると共に、当時の国際試合規定について「本来の柔道を損なう」「要改正」と警鐘を鳴らしている。
その後、健康上の理由から親戚の住む横浜市へと移り、柔道とは無縁の生活を送った。趣味である囲碁は6段の腕前で、余暇は無料で弟子の養成をしていたという